# 玻璃化 (工艺)
玻璃化（源自拉丁语“vitrum”意为“玻璃”，法语为“vitrifier”）是物质转变为玻璃的过程，即物质完全或部分转化为无定形固体，或称非晶态固体。玻璃与液体在结构上有所不同，且玻璃与晶体具有相同的豪斯多夫维数：dimH = 3。在陶瓷制作中，玻璃化使其具备防水性。
玻璃化通常是通过加热材料直到其熔化，然后快速冷却液体，使其通过玻璃转化过程，形成玻璃状固体。某些化学反应也能导致玻璃的形成。
从化學角度看，玻璃化特指无定形材料或无序系统，当基本粒子（原子、分子、形成单元等）之间的连接强度超过某一阈值时，便会发生玻璃化。热波动破坏了这些连接，因此温度越低，连接度越高。由于这一点，无定形材料具有特定的临界温度，称为玻璃转变温度（Tg）：低于Tg时，无定形材料表现为玻璃状，而高于Tg时则呈现为熔融状态。
玻璃化最常见的应用包括陶器、玻璃的制造以及某些类型的食品，但也有其他应用，如在深低溫保存技术中将抗冻液体进行玻璃化保存。
在另一种意义上，材料被嵌入玻璃状基质中也称为玻璃化。一个重要的应用是将放射性废料进行玻璃化处理，得到一种被认为更加安全和稳定的物质，以便处理。

## 陶瓷
玻璃化是黏土或陶瓷体在烧製过程中逐步部分熔化的过程。随着玻璃化的进行，玻璃状结合物的比例增加，烧製后的产品表观孔隙率逐渐降低。玻璃质体具有开放孔隙，可能是不透明或半透明的。在这个语境下，“零孔隙率”被定义为水吸收率低于1%。然而，许多标准程序对水吸收率的条件有具体定义。例如，美國材料和試驗協會规定，“玻璃质”通常意味着水吸收率低于0.5%，但地砖和墙砖以及低压电气絕緣體可接受最大3%的水吸收率。
陶器可以通过上釉或玻璃化使其防水。瓷器、骨瓷和卫生陶器是玻璃化陶器的例子，即使没有釉料也具备防水性。石器可被玻璃化或半玻璃化；后者若没有釉料则不具备防水性。

## 应用
当蔗糖缓慢冷却时会结晶形成糖（或冰糖），但若快速冷却，则会形成糖浆状的棉花糖。
玻璃化也可以发生在液体中，如水，通常通过非常快速的冷却或加入抑制冰晶形成的物质。这与普通的冰冻过程不同，后者会导致冰晶的形成。玻璃化被应用于低温电子显微镜中，通过快速冷却样品，使其可以在电子显微镜下成像而不受损害。2017年，诺贝尔化学奖授予了这一技术的发展，它可用于成像如蛋白质或病毒颗粒等物体。
普通的鈉鈣玻璃（如窗户玻璃和饮用容器玻璃）是通过将碳酸钠和石灰（氧化鈣）添加到二氧化硅中制成的。如果没有这些添加剂，二氧化硅需要在非常高的温度下熔化，然后（通过缓慢冷却）形成玻璃。
玻璃化可用于核废料或其他有害废物的处置和长期存储，采用一种称为地熔法（geomelting）的方法。废物与成玻璃的化学物质混合后在炉中熔化，形成的熔融玻璃随后固化在容器中，从而将废物固定住。最终的废物形式类似于黑曜岩，是一种不易渗漏、耐用的材料，有效地将废物封存。广泛认为，这种形式的废物可以在较长时间内存储，而不会对空气或地下水造成放射性污染。大规模玻璃化利用电极将土壤和废物熔化并保持原地埋藏，硬化后的废物可在不造成大范围污染的情况下被挖掘出来。根据西北太平洋国家实验室的说法，“玻璃化将危险物质锁定在稳定的玻璃状态中，这种状态可以持续数千年”。

### 低温保存
在深低溫保存中，玻璃化用于保存例如人类卵子（卵母细胞）（卵子冷凍貯藏）和胚胎（胚胎冷凍貯藏）。它防止了冰晶的形成，并且是一个非常快速的过程：-23,000 °C/min。
目前，玻璃化技术仅被应用于冷冻保存的大脑（神经玻璃化，neurovitrification）和上半身（由阿爾科生命延續基金和人體冷凍機構进行），但两家机构都在研究将玻璃化技术应用于全身。
许多生活在极地地区的木本植物会自然玻璃化其细胞以抵御寒冷。一些植物能够在液氮和液氦中浸泡后生存。玻璃化还可以用来保存濒危植物物种及其种子。例如，異儲型種子被认为是难以保存的。植物玻璃化溶液（plant vitrification solution，PVS）作为玻璃化的一种应用，成功保存了埃及藍睡蓮（Nymphaea caerulea）种子。
在低温生物学中使用的或由生活在極地的生物自然产生的添加剂称为冷凍保護劑。